# Sắt(II) cyanide
Sắt(II) cyanide là một hợp chất vô cơ có công thức hóa học Fe(CN)2. Nó có thể có cấu trúc Fe2[Fe(CN)6].

## Sản xuất
Sắt(II) cyanide có thể được sản xuất bằng cách phân hủy amoni ferrocyanide ở 320 ℃.
{\displaystyle {\mathsf {3(NH_{4})_{4}Fe(CN)_{6}\ \xrightarrow {} \ Fe_{2}Fe(CN)_{6}\downarrow +12NH_{4}CN}}}
Nó cũng có thể được tạo ra qua phản ứng của muối cyanide kim loại kiềm với muối sắt(II), ví dụ:
{\displaystyle {\mathsf {FeCl_{2}+2KCN\ {\xrightarrow {}}\ Fe(CN)_{2}\downarrow +2KCl}}}

## Tính chất

### Tính chất vật lí
Sắt(II) cyanide tạo thành tinh thể lập phương màu vàng nâu, nhóm không gian P 413, thông số mạng tinh thể a = 1,59 nm, Z = 48.
Sắt(II) cyanide không hòa tan trong nước.

### Tính chất hóa học
Ferrocyanide là tên gọi chung của các ion có công thức Fe(CN)x x − 2. Thông thường, ferrocyanide chỉ ion Fe(CN)64−.
Sắt(II) cyanide có thể phản ứng với kali hydroxide để tạo ra sắt(II) hydroxide và kali ferrocyanide.
{\displaystyle {\mathsf {Fe_{2}Fe(CN)_{6}+4KOH\ \xrightarrow {} \ 2Fe(OH)_{2}+K_{4}Fe(CN)_{6}}}}
Sắt(II) cyanide hòa tan trong muối cyanide kim loại kiềm:
{\displaystyle {\mathsf {Fe(CN)_{2}+4KCN\ {\xrightarrow {}}\ K_{4}[Fe(CN)_{6}]}}}
Sắt(II) cyanide có độc tính cao. Nó độc giống như tất cả các muối cyanide khác (muối của acid hydrocyanic).